# L'Art de parti en France
L'Art de parti en France désigne un rapport et un discours de l'écrivain et poète Louis Aragon lors du XIIIe congrès du Parti communiste français, à Ivry, en banlieue parisienne, qui le voit entrer au comité central comme titulaire, salué par le secrétaire général Maurice Thorez, de retour d'URSS. Ce discours sera republié sous le titre « Discours d’Ivry », dans J'abats mon jeu, un ouvrage écrit par Louis Aragon en 1959, combat l'ouvriérisme et l'aventurisme dans l'art. Aragon y souligne que l'art de parti « ne saurait être un art diminué, il doit être au niveau de la haute mission » qui est la sienne. 
Peu avant la publication de L'Art de parti en France, la militante communiste proche d'Aragon Annie Kriegel, qui s'appelle alors Annie Besse, écrit que « depuis vingt ans, Aragon a contribué dans un combat âpre et courageux, à élaborer sous la direction du parti et avec l'aide des camarades soviétiques, la ligne juste dans le domaine culturel et à la défendre » .

## Un discours qui séduit Thorez, repris en brochure
Ce texte d'une centaine de pages, restait, selon le quotidien L'Humanité en 1997, un événement important de l'année 1954 et le biographe d'Aragon Pierre Juquin en cite de nombreux extraits dans son ouvrage de référence de 2012. 
Le texte de 1954 est réédité sous forme de brochure, signe de l'adhésion forte de Maurice Thorez qu'on a entendu commenter et approuver Aragon sur les enregistrements du congrès. Il avait précédé par un autre, du même auteur titré Réflexions sur l'art soviétique, paru dans Les Lettres françaises du 24 janvier 1952 et s'en inspirant.

## Les antécédents

### Les années 1930
Dès les années 1930, le peintre communiste Fernand Léger avait décidé d'opposer à la « querelle du réalisme » un « nouveau réalisme » à sa façon, marquée par ses séjours à New York, qui s'éloignait spectaculairement du « réalisme socialiste » à la française.

### Le congrès de 1950
Lors du congrès d'avril 1950 du PCF, Maurice Thorez avait déjà abordé ce sujet en fustigeant les « œuvres décadentes des esthéticiens bourgeois, partisans de l’art pour l’art » ou encore « l'obscurantisme rétrograde des philosophes existentialistes », en visant directement Jean-Paul Sartre, qui venait de critiquer les positions staliniennes du PCF. Il avait alors déclaré, après avoir salué un tableau du peintre André Fougeron contre la répression policière : « Au formalisme des peintres pour qui l’art pour l’art commence là où le tableau n’a pas de contenu, nous avons opposé un art qui s’inspirerait du réalisme socialiste et serait compris de la classe ouvrière, un art qui aiderait la classe ouvrière dans sa lutte libératrice ».
Jean Marcenac, l'un des plus proches journalistes d'Aragon, par qui il avait été chargé par ce dernier « de mener cette bataille », avait déjà défini l'axe de cette ligne, voulue par Maurice Thorez, deux mois après, en pourfendant la peinture abstraite dans un article de l'hebdomadaire Les Lettres françaises du 22 juin 1950, en y écrivant : « Nous venons de vivre, je le crois, trois ans qui compteront dans l’évolution de l’Art français. Face à une terreur plastique inouïe, voulue par ceux qu’effraye aujourd’hui une réalité qui les condamne, il appartenait à certains de revendiquer les peinture du non-dire, la peinture d’histoire ».

## L'axe du texte de 1954
Le texte pour axe principal de « critiquer la ligne esthétique suivie les années précédentes » et revenir à celle prônée par Maurice Thorez et lui-même en 1946 et en 1950. 
Le retour de Thorez à la tête du PCF « entraîne une redéfinition de la politique esthétique, entérinée par le rapport d’Aragon » au XIIIe congrès du PCF : « L’art de parti en France ». Le PCF s’est ainsi à cette occasion lui-même lancé dans une forme d'aventure esthétique politique, « en tentant de formuler un art de parti », pour essayer de formuler par un texte « la spécificité du réalisme socialiste à la française », selon Élodie Lebeau, doctorante en histoire de l'art et histoire à l'université de Toulouse.
Dans ce texte, Aragon écrit entre autres, « mes livres sont des livres du Parti, écrits pour lui, avec lui, dans son combat. Plus ou moins bien, c’est une autre affaire » et dénonce « une grande confusion » apportée aux questions de « l'art de parti » qui été « grandement facilitée par le malheur qui avait frappé notre Parti » en éloignant en URSS Maurice Thorez, dont « la vigilance idéologique nous a fait cruellement défaut ».

## Les éléments nouveaux par rapport à 1950
Le texte de 1954 définit un peu plus la politique culturelle voulue par Maurice Thorez par des éléments nouveaux, en dénonçant la dérive vers l'ouvriérisme attribuée à son ex-dauphin Auguste Lecœur et au peintre André Fougeron, qui disparaît alors des publications communistes et se voit diabolisé en général. Peu avant la publication de la plaquette L'Art de parti en France, Louis Aragon, qui encensait jusque-là Fougeron, l'avait attaqué de manière virulente dans un article publié lors du salon d'automne 1953. 
Dans le texte de 1954, Louis Aragon s'en prend plus globalement à ce qu'il appelle l'ouvriérisme et l'aventurisme, incarnés selon lui par Auguste Lecœur, l'ex-rival de Maurice Thorez et Jacques Duclos à la tête du PCF, brutalement écarté trois mois plus tôt, et y dénonce un peu plus loin « l'exaltation du sens de classe, transformé en un instinct incontrôlé, quasiment animal, en une sorte de flair ouvrier, avec son complément démagogique, le culte artificiel de la critique de masse », qu'il illustre, pour la dénoncer, par une formule puisée dans un article d'Auguste Lecœur datant de 1950. Il stigmatise « la représentation fausse, grossière, schématique, celle d’un art de pure et simple déclaration ».

## Les réactions
Mais le texte d'Aragon s'attire dès sa parution en 1954 une critique sévère de l'Internationale lettriste, pour qui cette publication d'Aragon marque le refus du PCF, alors encore influent dans les universités, d'abandonner sa politique de jdanovisme artistique.

## Les suites
Bien plus tard, douze ans après le rapport et la plaquette de 1954, L'Art de parti en France de Louis Aragon, un comité central du PCF réuni en région parisienne dans la ville d'Argenteuil en 1966, l'historique « comité d'Argenteuil », « actera finalement la liberté de création artistique et littéraire » et l'abandon de la « querelle du réalisme », lancée dans les années 1930, selon Élodie Lebeau. Il s'agit alors aussi de trouver un moyen de décourager la ligne du parti par les étudiants, qui en échange ne doivent pas s'en mêler, comme l'exige le « comité d'Argenteuil » en 1966, année de forte contestation au sein de l'Union des étudiants communistes. 
Plus tard va se développer dans les milieux universitaires plus ou moins proches du PCF une critique « réparatrice », qui cherche vigoureusement à contredire et effacer une image, « tenace dans la mémoire collective, du servile apparatchik », Louis Aragon, en évoquant chez lui une « tension entre création littéraire et contrainte politique », démarche qui reprend dans les années 1990 par un effort pour « arracher Aragon à la lecture idéologique », quitte à oublier l’allégeance d’Aragon à Staline pendant trois décennies, au motif que certaines de ses prises de position des années 1950 ont été jugées beaucoup plus tard « avec sévérité par Aragon lui-même ».

## Sources
- « L'art de parti. Le parti communiste français et ses peintres (1947-1954) » par Jeannine Verdès-Leroux. Actes de la Recherche en sciences sociales 1979[15].
- Emmanuelle Cordenod-Roiron, « Aragon derrière l’emblème politique : où en est-on ? » dans la revue Itinéraires, 2011[2].
- « Le PCF et la querelle des réalismes », dossier rédigé par Élodie Lebeau, doctorante en Histoire de l'art et Histoire, à l'université de Toulouse et directrice des pages « Regards » de la revue Cause commune[1].
- Pierre Juquin, Aragon, un destin français. 1939-1982, éditions La Martinière, 2012[6].